# Daphnella cubana
Daphnella cubana é uma espécie de gastrópode do gênero Daphnella, pertencente à família Raphitomidae.